# Kosewo Górne
Kosewo Górne [pronunciación en polaco: /kɔˈsɛvɔ ˈɡurnaɛ/] (en alemán: Ober Kossewen, 1938-45: Oberrechenberg) es un pueblo ubicado en el distrito administrativo de Gmina Señorągowo, dentro del Condado de Mrągowo, Voivodato de Varmia y Masuria, en Polonia del norte. Se encuentra aproximadamente a 10 kilómetros al sureste de Mrągowo y a 61 kilómetros al este de la capital regional Olsztyn.
Antes de 1945, el área fue parte de Alemania (Prusia Oriental).